# Венчурний бізнес
Венчурний бізнес (англ. venture — ризиковий) — бізнес, що спеціалізується на інвестиціях у власний капітал компаній і в інші види довгострокового фінансування підприємств, звичайно таких, котрі не мають тривалої історії розвитку, але з перспективою значного росту. Венчурна компанія може з однієї сторони надавати фінансування, з іншого боку — здійснювати різний ступінь участі в керуванні і виробництві. Венчурний капітал традиційно асоціюється з початком нових проєктів; однак, венчурні капіталісти дедалі більше беруть участь у проєктах і на пізніших етапах їхнього здійснення, тобто вкладають кошти на розвиток і модернізацію, а також в угоди по викупу підприємств.
Венчурні компанії орієнтовані на практичне використання технічних новинок, результатів наукових досягнень, ноу-хау, ще не випробуваних на практиці. Венчурний бізнес пов'язаний з великим ризиком, тому його часто називають ще ризиковим.
Вперше в сучасному вигляді венчурні компанії сформувалися в Кремнієвій долині в США, і звідти поступово поширився з національними відмінностями по всім розвиненим і великим країнам, що розвиваються (Китай, Індія, Бразилія та інші).
Венчурний бізнес має особливе значення в процесах створення ефективної і конкурентоспроможної сучасної економіки.
Високі технології, що створюються на базі венчура, дозволяють країні з «наздоганяючою економікою» наблизитися в доступному для огляду майбутньому по душовим доходах до розвинених країн світу. Так, наприклад, Нова Зеландія, країна з найрозвиненішим в світі сільським господарством, залишається в нижній частині списку розвинених країн світу з ВВП на душу населення. У той же час Сінгапур, який зумів поставити у себе на високому рівні інноваційний венчурний бізнес, зрівнявся за цим показником з передовими країнами світу.
Місію створення кластерів високих технологій і виконує венчурний інноваційний бізнес. Венчурний бізнес є провідною креативною частиною хвильового інноваційного процесу, так би мовити, його системним ядром.
Розвинений венчурний технологічний бізнес є тим базовим сектором постіндустріальної і новою економікою, який визначає здатність країни утримувати конкурентоспроможні світові позиції в передових технологіях.

## Історія створення і розвитку венчурного бізнесу
Венчурний бізнес почав формуватися урядом в США в 1950-х роках. Був створений з цією метою спеціальний інститут — SBA (Small Business Administration) і прийнятий спеціальний закон про інвестиції в малий бізнес. Держава почала здійснювати пільгове кредитування малого бізнесу. У разі схвалення з боку SBA будь-якого проєкту держава надавала пільговий кредит під нього.
Основні хвилі розвитку венчурного бізнесу в США були такі: 1) 1970 роки — напівпровідники і біотехнології (генна інженерія); 2) 1980 роки — персональні комп'ютери; 3) 1990 роки — Інтернет-бізнес.
Експерти вважають, що наступними хвилями розвитку венчурного бізнесу будуть: • технології безпеки в широкому сенсі (особистої, інформаційної, корпоративної, державної і т. Д.); • нанотехнології; • біотехнології.
Для країн з наздоганяючою економікою організація венчурного бізнесу в передових країнах може служити моделлю, до реалізації якої необхідно прагнути.
Досвід фінансування розвитку венчурного бізнесу країнами з «наздоганяючої» економікою (Японія, Сінгапур, Фінляндія, Ізраїль, Тайвань, Південна Корея) підтверджує, що держава з високим ступенем корумпованості бюрократії є неефективним прямим інвестором.
Змішане або пряме державне фінансування венчурних проєктів виявилося досить ефективним в розвинених країнах зі слабо корумпованою бюрократією — Фінляндії, США.
Країни з наздоганяючою економікою створюють привабливі умови для венчурних підприємців і менеджерів з США та інших передових країн. Так Ізраїль шляхом співфінансування приватних фондів і прийняття частини ризиків на державу зумів порівняно швидко залучити іноземних венчурних інвесторів і менеджерів і перейняти їх досвід.
Сінгапур пройшов інший шлях. Інвестиції їм робилися в 1980-х роках в Силіконову долину, прибуток там же реінвестувати. Поступово у сінгапурців склалися з американськими венчурними підприємцями і менеджерами міцні зв'язки. І венчурні підприємці прийшли безпосередньо в Сінгапур до своїх партнерів. Поява національних венчурних підприємців в країні, що розвивається в порівняно короткі терміни малоймовірно. Їх вирощують за допомогою «вчителів» з розвинених країн.
Характерною рисою венчурних компаній Японії виступає те, що вони беруть на себе фінансове забезпечення, як дольовим так і кредитним капіталом. На початковому етапі розвитку венчурної компанії інвестор контролює пакет акцій.

## Венчурне інвестування
У країнах, що розвиваються використовувалася друга схема: створювався державний фонд. Він здійснював інвестиції в приватні венчурні фонди. Останні здійснювали інвестиції в венчурні проєкти. Причому як співвласники в приватні фонди за рахунок пільгового фінансування залучалися венчурні підприємці з передових країн.
Зокрема, Пельтек Л. В. визначає венчурне інвестування як «довгострокові фінансові вкладення з високим ступенем ризику в акції компаній, що зорієнтовані на розробку, виробництво і реалізацію продукції швидкозростаючих компаній, задля їх розвитку з метою отримання прибутку від приросту вартості вкладених коштів»
Для успішного розвитку венчурного інвестування необхідні:
- довгострокова державна інноваційна політика і конкретна програма співфінансування венчурного бізнесу;
- значні інвестиції в розвиток людського капіталу — основи створення та ефективності венчурного бізнесу;
- венчурні підприємці (бізнес-ангели), які, як правило, виростають з венчурних менеджерів;
- венчурні менеджери;
- розвинені фундаментальна і прикладна науки, здатні виробляти відкриття, винаходи і нововведення для венчурного бізнесу;
- сучасна та розвинена система освіти;
- конкурентне середовище у венчурному бізнесі.

Особливістю венчурного бізнесу є дуже високий інтелектуальний і професійний рівень венчурних підприємців і менеджерів. Подібних професіоналів надзвичайно складно виростити. Їх знання і досвід лежать на перетині фундаментальної і прикладної наук, інноваційного менеджменту, знань високотехнологічних виробництв. Тому програми і проєкти створення національного венчурного бізнесу повинні бути комплексними і системними, вирішальними завдання повноцінного фінансування, підготовки фахівців, створення інфраструктури, системи безпеки та ін.
Венчурна фірма в своєму розвитку проходить наступні стадії: насіннєва стадія (передінвестиційне фінансування компаніями — фондами посівного капіталу — на самому ранньому етапі) → старт → ранній зростання → експансія → IPO або продаж стратегічному інвесторові.
Основним інтенсивним фактором розвитку венчура є високоякісний людський капітал.

## Класифікація компаній
У венчурному бізнесі прийнята така класифікація компаній:
- Seed — (букв. — «компанія для посіву»): по суті, це — тільки проєкт чи бізнес-ідея, яку необхідно профінансувати для проведення додаткових досліджень чи створення пілотних зразків продукції перед виходом на ринок.
- Start up — (букв. — «щойно виникла компанія»): недавно утворена компанія, що не має тривалої ринкової історії. Фінансування для таких компаній необхідно для проведення науково-дослідних робіт і початку продажів.
- Early stage (початкова стадія): компанії, що мають готову продукцію і знаходяться на самій початковій стадії її комерційної реалізації. Такі компанії можуть не мати прибутку, і, крім того, можуть вимагати додаткового фінансування для завершення науково-дослідних робіт.
- Expansion (розширення): компанії, яким вимагаються додаткові вкладення для фінансування своєї діяльності. Інвестиції можуть бути використані ними для розширення обсягів виробництва і збуту, проведення додаткових маркетингових досліджень, збільшення основних фондів чи робочого капіталу.